# Еміль Венант
Еміль Венант (фр. Émile Veinante, нар. 12 червня 1907, Мец — пом. 18 листопада 1983, Дюр) — французький футболіст, що грав на позиції нападника. По завершенні ігрової кар'єри — футбольний тренер. Чемпіон Франції. Дворазовий володар Кубка Франції. Виступав, зокрема, за клуб «Расінг» (Париж), а також національну збірну Франції.

## Клубна кар'єра
Народився 12 червня 1907 року в місті Мец. Вихованець футбольної школи клубу «Мец». Дорослу футбольну кар'єру розпочав в основній команді того ж клубу.
У 1929 році перейшов до клубу «Расінг» (Париж), за який відіграв 11 сезонів.
Завершив професійну кар'єру футболіста виступами за команду «Расінг» (Париж) у 1940 році.

## Виступи за збірну
У 1929 році дебютував в офіційних матчах у складі національної збірної Франції. Протягом кар'єри у національній команді, яка тривала 12 років, провів у формі головної команди країни лише 24 матчі, забивши 14 голів.
У складі збірної був учасником чемпіонату світу 1930 року в Уругваї, чемпіонату світу 1934 року в Італії, чемпіонату світу 1938 року у Франції.

## Кар'єра тренера
Розпочав тренерську кар'єру відразу ж по завершенні кар'єри гравця, 1940 року, очоливши тренерський штаб клубу «Расінг» (Париж).
В подальшому очолював команди «Париж-Капітал», «Страсбур», «Ніцца», «Мец» і бельгійський «Расінг» (Брюссель).
Останнім місцем тренерської роботи був клуб «Страсбур», команду якого Еміль Венант очолював як головний тренер до 1961 року.
Помер 18 листопада 1983 року на 77-му році життя у місті Дюр.

## Титули і досягнення
- Чемпіон Франції (1):

«Расінг» (Париж): 1936
- Володар Кубка Франції (2):

«Расінг» (Париж): 1936, 1939

## Статистика
Статистика виступів в офіційних матчах:
| Сезон             | Команда           | Чемпіонат         | Чемпіонат | Чемпіонат | Кубок | Кубок | Збірна | Збірна |
| Сезон             | Команда           | Ліга              | Ігри      | Голи      | Ігри  | Голи  | Ігри   | Голи   |
| ----------------- | ----------------- | ----------------- | --------- | --------- | ----- | ----- | ------ | ------ |
| 1925/26           | «Мец»             | —                 | —         | —         | 2     | 3     | —      | —      |
| 1926/27           | «Мец»             | —                 | —         | —         | 1     | 0     | —      | —      |
| 1927/28           | «Мец»             | —                 | —         | —         | 1     | 0     | —      | —      |
| 1928/29           | «Мец»             | —                 | —         | —         | 2     | 0     | 3      | 1      |
| 1929/30           | «Расінг» (Париж)  | —                 | —         | —         | 7     | 4     | 1      | 0      |
| 1930/31           | «Расінг» (Париж)  | —                 | —         | —         | 2     | 0     | —      | —      |
| 1931/32           | «Расінг» (Париж)  | —                 | —         | —         | 6     | 2     | 3      | 3      |
| 1932/33           | «Расінг» (Париж)  | Д-1               | 16        | 8         | 3     | 1     | 1      | 0      |
| 1933/34           | «Расінг» (Париж)  | Д-1               | 26        | 14        | 3     | 5     | 3      | 2      |
| 1934/35           | «Расінг» (Париж)  | Д-1               | 28        | 14        | 3     | 2     | 1      | 0      |
| 1935/36           | «Расінг» (Париж)  | Д-1               | 27        | 4         | 7     | 5     | 1      | 0      |
| 1936/37           | «Расінг» (Париж)  | Д-1               | 21        | 8         | 2     | 0     | —      | —      |
| 1937/38           | «Расінг» (Париж)  | Д-1               | 28        | 7         | 4     | 1     | 7      | 6      |
| 1938/39           | «Расінг» (Париж)  | Д-1               | 25        | 9         | 6     | 6     | 3      | 2      |
| 1939/40           | «Расінг» (Париж)  | —                 | —         | —         | 1     | 0     | 1      | 0      |
| 1942/43           | «Расінг» (Париж)  | —                 | —         | —         | 1     | 0     | —      | —      |
| 1943/44           | «Париж-Капітал»   | —                 | —         | —         | 4     | 1     | —      | —      |
| Усього за кар'єру | Усього за кар'єру | Усього за кар'єру | 171       | 64        | 55    | 30    | 24     | 14     |

Тренерська статистика:
| Турнір                  |    |     |     |    |     |     |      |
| Турнір                  | С  | І   | В   | Н  | П   | О   | %    |
| ----------------------- | -- | --- | --- | -- | --- | --- | ---- |
| Чемпіонат Франції       | 5  | 159 | 63  | 32 | 64  | 158 | 49,7 |
| Чемпіонат Франції (Д-2) | 6  | 202 | 96  | 42 | 64  | 234 | 57,9 |
| Кубок Франції           | 14 | 39  | 23  | 2  | 14  | 48  | 61,5 |
| Кубок Шарля Драго       | 3  | 10  | 6   | 2  | 2   | 14  | 70,0 |
| Чемпіонат Бельгії       | 1  | 30  | 9   | 8  | 13  | 26  | 43,3 |
| Усього                  | 16 | 440 | 197 | 86 | 157 | 480 | 54,5 |

Статистика виступів на чемпіонатах світу:
| група «А» 19 липня 1930 |

| Чилі         | 1 — 0 | Франція |
| ------------ | ----- | ------- |
| Субіабре 65' | Звіт  |         |

| «Естадіо Сентенаріо» (Монтевідео) Глядачів: 2 000 |

Чилі: Роберто Кортес, Томас Охеда, Карлос Відаль, Еберардо Вільялобос, Гільєрмо Ріверос, Гільєрмо Сааведра, Карлос Шнебергер, Гільєрмо Субіабре, Артуро Торрес, Касіміро Торрес, Ернесто Чапарро. Тренер — Дьордь Орт.
Франція: Алексіс Тепо, Еміль Венант, Ернест Лібераті, Етьєн Маттле, Марсель Пінель, Марсель Капелль, Огюстен Шантрель, Едмон Дельфур, Селестен Дельмер, Марсель Ланжіє, Александр Віллаплан (). Тренер — Рауль Кодрон.
| 1/8 фіналу 5 червня 1938 |

| Франція                   | 3 — 1 | Бельгія      |
| ------------------------- | ----- | ------------ |
| Венант 1' Ніколя 11', 69' | Звіт  | Ісемборг 19' |

| «Олімпійський стадіон Ів дю Мануар» (Коломб) Глядачів: 30 454 |

Франція: Лоран Ді Лорто, Ектор Касенаве, Етьєн Маттле (), Жан Бастьєн, Огюст Жордан, Рауль Дьянь, Альфред Астон, Оскар Ессерер, Жан Ніколя, Едмон Дельфур, Еміль Венант. Тренер — Гастон Барро.
Бельгія: Арнольд Баджу, Робер Паверік, Корнель Сейс, Жан ван Альфен, Еміль Стейнен (), Альфонс Де Вінтер, Шарль Ванден Ваувер, Бернар Ворхоф, Анрі Ісемборг, Раймон Брен, Нан Буйле. Тренер — Джек Батлер.
| 1/4 фіналу 12 червня 1938 |

| Франція     | 1 — 3 | Італія                      |
| ----------- | ----- | --------------------------- |
| Ессерер 10' | Звіт  | Колауссі 10' Піола 52', 72' |

| «Олімпійський стадіон Ів дю Мануар» (Коломб) Глядачів: 58 455 |

Франція: Лоран Ді Лорто, Ектор Касенаве, Етьєн Маттле (), Жан Бастьєн, Огюст Жордан, Рауль Дьянь, Альфред Астон, Оскар Ессерер, Жан Ніколя, Едмон Дельфур, Еміль Венант. Тренер — Гастон Барро.
Італія: Альдо Олів'єрі, Альфредо Фоні, П'єтро Рава, П'єтро Серантоні, Мікеле Андреоло, Уго Локателлі, Амедео Б'яваті, Джузеппе Меацца (), Сільвіо Піола, Джованні Феррарі, Джино Колауссі. Тренер — Вітторіо Поццо.